# San Francisco Atitla
San Francisco Atitla är en ort i Mexiko.   Den ligger i kommunen Zongolica och delstaten Veracruz, i den sydöstra delen av landet, 250 km öster om huvudstaden Mexico City. San Francisco Atitla ligger 845 meter över havet och antalet invånare är 211.
Terrängen runt San Francisco Atitla är huvudsakligen kuperad, men norrut är den bergig. Runt San Francisco Atitla är det ganska tätbefolkat, med 222 invånare per kvadratkilometer. Närmaste större samhälle är Córdoba, 17,5 km norr om San Francisco Atitla. I omgivningarna runt San Francisco Atitla växer i huvudsak städsegrön lövskog.